# Мерак (Атлантические Пиренеи)
Мера́к (фр. Méracq) — коммуна во Франции, находится в регионе Аквитания. Департамент — Атлантические Пиренеи. Входит в состав кантона Арти-э-Пеи-де-Субестр. Округ коммуны — По.
Код INSEE коммуны — 64380.

## География
Коммуна расположена приблизительно в 630 км к югу от Парижа, в 150 км южнее Бордо, в 24 км к северу от По.
На юго-западе коммуны протекает река Люи, а на северо-востоке — река Лут.

### Климат
Климат тёплый океанический. Зима мягкая, средняя температура января — от +5°С до +13°С, температуры ниже −10 °C бывают редко. Снег выпадает около 15 дней в году с ноября по апрель. Максимальная температура летом порядка 20-30 °C, выше 35 °C бывает очень редко. Количество осадков высокое, порядка 1100 мм в год. Характерна безветренная погода, сильные ветры очень редки.

## Население
Население коммуны на 2010 год составляло 211 человек.
| 1962 | 1968 | 1975 | 1982 | 1990 | 1999 | 2010 |
| ---- | ---- | ---- | ---- | ---- | ---- | ---- |
| 200  | 208  | 192  | 202  | 210  | 210  | 211  |

## Администрация
| Период | Период | Фамилия        | Партия | Примечания |
| ------ | ------ | -------------- | ------ | ---------- |
| 1995   | 2008   | Мишель Фёгас   |        |            |
| 2008   | 2014   | Жерар Лебёф    |        |            |
| 2014   | 2020   | Пьер Дюплантье |        |            |

## Экономика
В 2010 году среди 126 человек трудоспособного возраста (15-64 лет) 101 были экономически активными, 25 — неактивными (показатель активности — 80,2 %, в 1999 году было 66,4 %). Из 101 активных жителей работали 97 человек (55 мужчин и 42 женщины), безработных было 4 (1 мужчина и 3 женщины). Среди 25 неактивных 6 человек были учениками или студентами, 12 — пенсионерами, 7 были неактивными по другим причинам.

## Достопримечательности
- Церковь Непорочного Сердца Девы Марии (1937 год)[4]
- Церковь Св. Иулиана

## Фотогалерея
- Церковь Непорочного Сердца Девы Марии
- Въезд в Мерак
- Военный мемориал